# Filippinernas riksvapen
På Filippinernas riksvapen finns lejonet och örnen som erinrar om Spaniens och USA:a herravälde och solen i mitten står för oberoendet. De tre stjärnorna står för landets viktigaste regioner: Luzon-, Mindanao- och Visayasöarna.